# Gomolj
Gomolj (latinsko tuber) je rastlinska struktura, namenjena shranjevanju založnih snovi, ki se razvije pri nekaterih rastlinah in jim pomaga preživeti obdobja neugodna za rast. S pomočjo gomoljev se rastline tudi vegetativno razmnožujejo. Gomolji različnih rastlin se po izvoru in zgradbi med seboj razlikujejo, v splošnem pa nastanejo z odebelitvijo določenega dela rastline. Po izvoru jih delimo na stebelne in koreninske.
Stebelni gomolj je močno odebeljeno steblo, lahko se razvije iz različnih delov stebla, bodisi podzemnih, bodisi nadzemnih. Podzemne stebelne gomolje ločimo od koreninskih po tem, da imajo zalistne brste. Listi, ki kmalu odpadejo, so največkrat majhni in luskasti. Zgled za stebelni gomolj je gomolj krompirja, ki se razvije iz podzemnega stolona (živice), njegova »očesa« so brazgotine, ki ostanejo ob odpadu listov. Pri kolerabi se gomolj razvije iz olistanega nadzemnega dela, pri redkvici pa iz hipokotila. Koreninski gomolj nastane z odebeljevanjem stranskih ali adventivnih korenin. Takšne gomolje ima na primer dalija.
V gomoljih je nakopičen škrob, ki je glavna založna snov rastlin. Skladišči se v amiloplastih (posebnem tipu levkoplastov), ki so jih celice v gomolju polne. Zaradi nakopičenih hranljivih snovi gomolje pogosto napadajo rastlinojede in vsejede živali. Tudi v prehrani človeka imajo gomolji pomembno mesto. Poleg krompirja zaradi gomoljev v različnih delih sveta gojijo sladki krompir, kasavo, jam, manioko, tapioko, topinambur in druge rastline.